# Mionochroma novella
Mionochroma novella är en skalbaggsart som först beskrevs av Bates 1885. Mionochroma novella ingår i släktet Mionochroma och familjen långhorningar.
Artens utbredningsområde är:
- Costa Rica.
- Nicaragua.
- Panama.

Inga underarter finns listade i Catalogue of Life.